# 筑後国
筑後国（ちくごのくに）は、かつて日本の地方行政区分だった令制国の一つ。西海道に属し、現在の福岡県の南部に属する。7世紀末までに成立した。

## 領域
明治維新直前の領域は、現在の福岡県内の下記の区域（筑後地方）に相当する。
- 小郡市
- 三井郡大刀洗町
- 久留米市
- うきは市
- 八女郡広川町
- 八女市
- 筑後市
- 三潴郡大木町
- 大川市
- 柳川市
- みやま市
- 大牟田市

## 沿革
筑紫国（つくしのくに）の分割によって、筑前国とともに7世紀末までに成立した。
戦国時代は、筑後の守護は大友氏であり、その勢力下にあったが、実際に筑後を支配し統括したのは筑後十五城と呼ばれた大名分の国人領主たちであり、筑後南部（下筑後地域）は蒲池氏、田尻氏、黒木氏が、筑後北部（上筑後地域）その他は星野氏、草野氏、問註所氏その他の大身が割拠した。
江戸時代は、筑後北部は有馬氏（摂津有馬氏）の久留米藩、筑後南部のうち柳川市やみやま市など大半は立花氏の柳河藩、大牟田市は柳河藩と親類関係にある三池藩であった。

### 近世以降の沿革
- 「旧高旧領取調帳」に記載されている明治初年時点での国内の支配は以下の通り（789村・536,851石2斗5升）。太字は当該郡内に藩庁が所在。国名のあるものは飛地領。
  - 三潴郡（164村・140,241石余） - 久留米藩、柳河藩
  - 山門郡（115村・77,948石余） - 柳河藩
  - 三池郡（72村・53,125石余） - 幕府領（柳河藩預地）、柳河藩、陸奥下手渡藩[注釈 2]
  - 下妻郡（37村・29,920石余） - 久留米藩、柳河藩
  - 上妻郡（115村・79,464石余） - 久留米藩、柳河藩
  - 生葉郡（59村・26,882石余） - 久留米藩
  - 竹野郡（89村・22,875石余） - 久留米藩
  - 山本郡（30村・16,559石余） - 久留米藩
  - 御井郡（72村・56,528石余） - 久留米藩
  - 御原郡（36村・33,304石余） - 久留米藩
- 慶応4年
  - 8月28日（1868年10月13日） - 幕府領が日田県の管轄となる[2]。
  - 9月13日（1868年10月28日） - 日田県の管轄地域が長崎府の管轄となる[2]。
- 明治元年9月27日（1868年11月11日）  - 下手渡藩が三池郡に藩庁を移転して三池藩となる。
- 明治4年
  - 11月14日（1871年12月25日） - 廃藩置県により、久留米県、柳河県、三池県の管轄となる。
  - 11月14日（1871年12月25日） - 第1次府県統合により、全域が三潴県の管轄となる。
- 明治9年（1876年）8月21日 - 第2次府県統合により福岡県の管轄となる。

## 国内の施設

### 国府

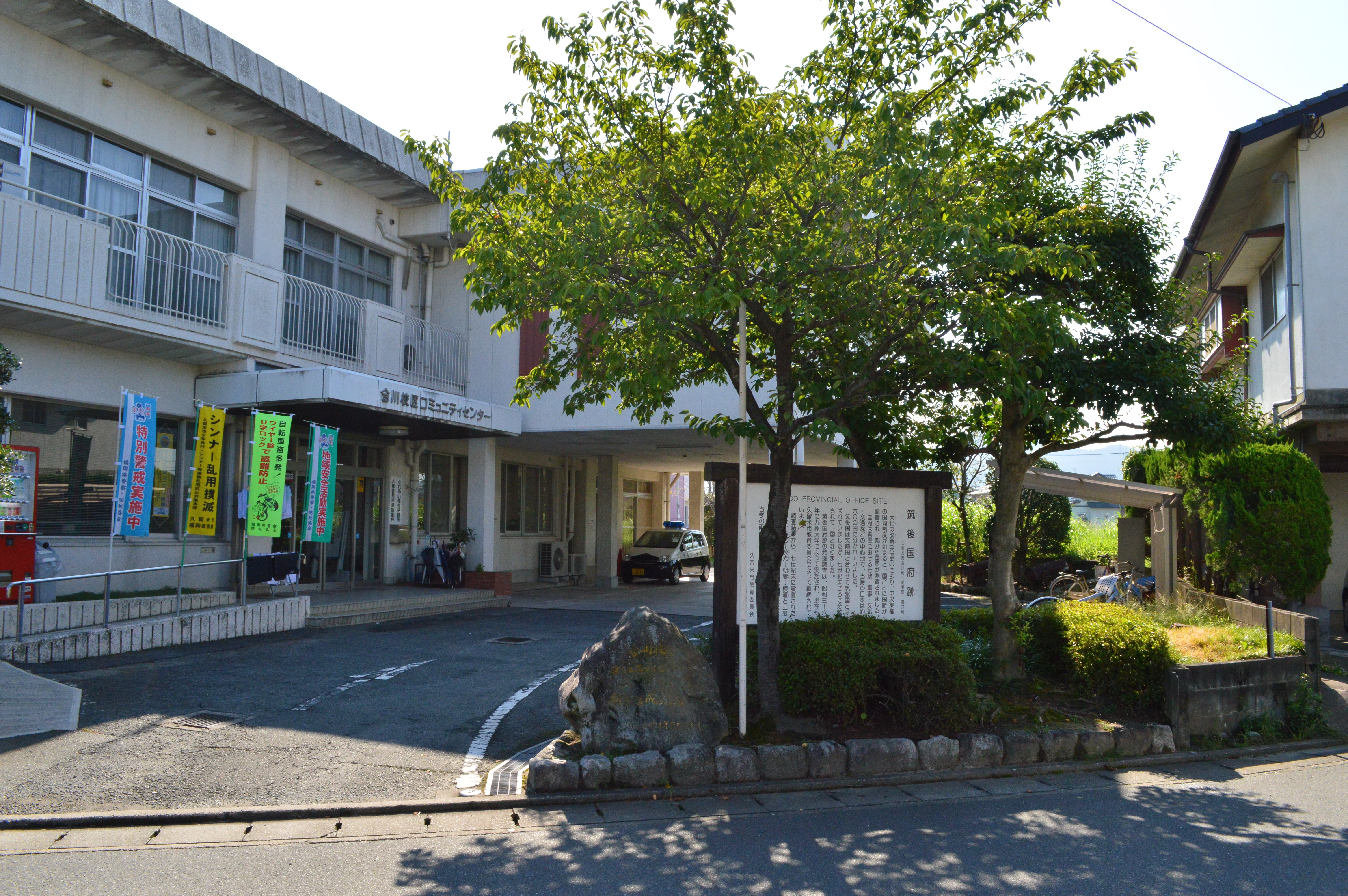
筑後国府跡説明板（久留米市合川町のII期国庁付近）

国府は御井郡（三井郡）に存在した。国府の位置は、江戸時代に久留米藩の学者である矢野一貞によって、三井郡合川村に推定された。1961年（昭和36年）に、九州大学考古学研究室によって初めて阿弥陀遺跡の発掘調査が行われ、瓦や礎石列・築地跡か見つかったことから、国庁の存在が確実になった。その後の発掘調査で、国庁は1期から4期と御井郡内を転々としたことが判明している。
I期国庁
古宮・田代遺跡。7世紀後半に造営された。深い溝を設けるなど軍事的な色彩が濃い。
II期国庁
8世紀半ばに阿弥陀遺跡へ移転。礎石を有し、工房や国司館を備えている。藤原純友の乱によって破壊。
III期国庁
10世紀前半に朝妻遺跡へ移転。大宰府政庁（Ⅲ期）よりさらに大規模な平面プランをもっていた。
IV期国庁
11世紀後半に横道遺跡へ移転された。以降、文献上には12世紀後半まで記述が残る。
1996年（平成8年）に、「筑後国府跡」として国の史跡に指定されている。現在、阿弥陀遺跡に石柱と解説パネルがある。また、横道遺跡は久留米市立南筑高等学校校内にあたり、当時の建物の柱列が復元されている。

### 国分寺・国分尼寺

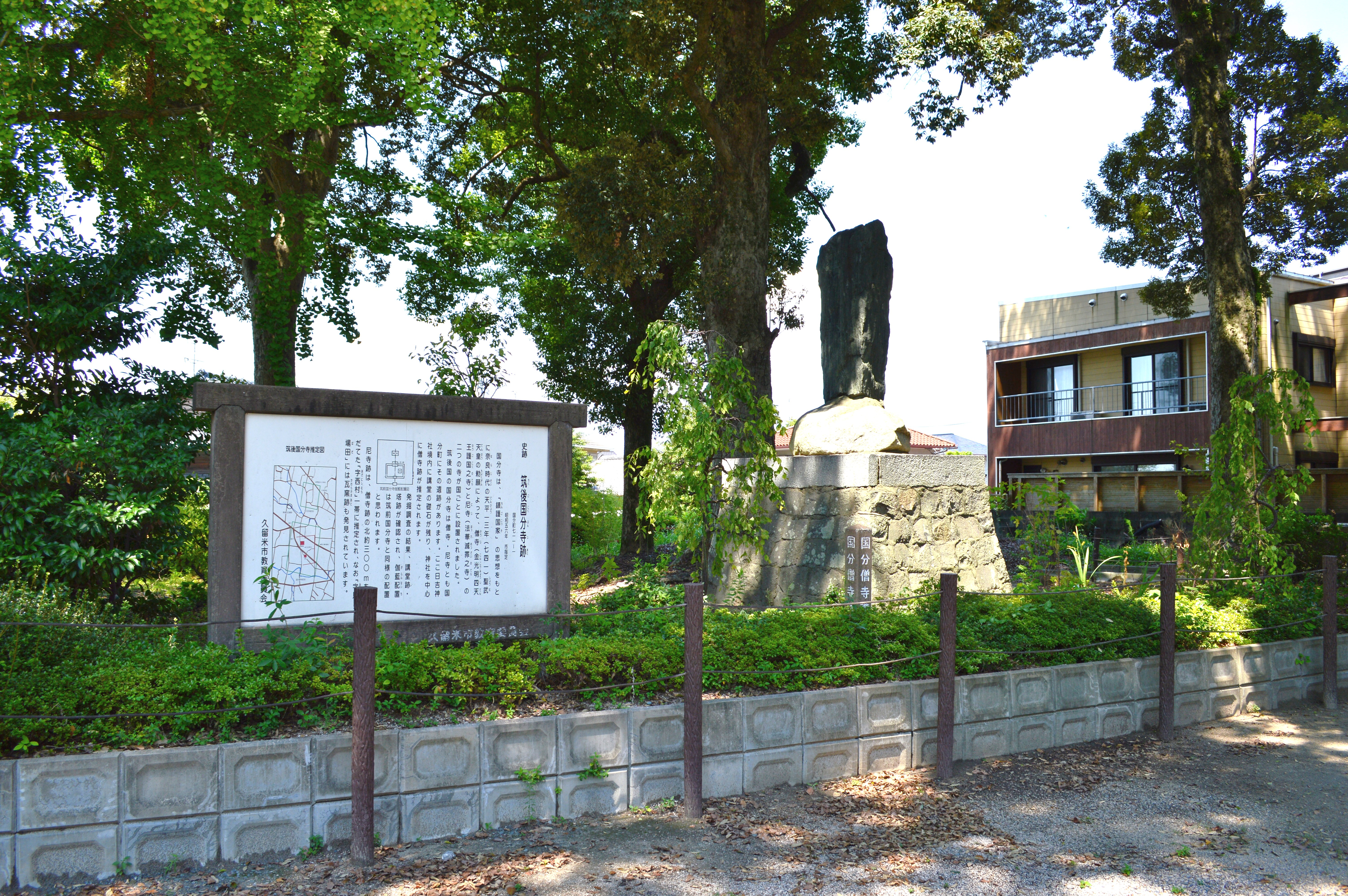
筑後国分寺跡（久留米市国分町）

- 筑後国分寺跡 （久留米市国分町、北緯33度17分43.06秒 東経130度32分16.47秒 / 北緯33.2952944度 東経130.5379083度）
久留米市指定史跡。現在は日吉神社境内と重複する。推定寺域は約150メートル四方で、講堂跡・塔跡・築地跡が確認されている。室町時代から近世初頭にかけての移転と伝える護国山国分寺（久留米市宮ノ陣、北緯33度19分37.65秒 東経130度32分6.64秒 / 北緯33.3271250度 東経130.5351778度）が、その法燈を伝承する。

尼寺跡は未詳であるが、僧寺跡の北方約200メートルの西村地区の地に推定される。

### 神社
延喜式内社
『延喜式神名帳』には、大社2座2社・小社2座2社の計4座4社が記載されている（「筑後国の式内社一覧」参照）。大社2社は以下に示すもので、いずれも名神大社である。
- 三井郡 高良玉垂命神社
  - 比定社：高良大社 （久留米市御井町）
- 三井郡 豊比咩神社 - 久留米市内に論社が複数社ある。
  - 比定論社：高良大社 （久留米市御井町）
  - 比定論社：豊姫神社 （久留米市上津町）
  - 比定論社：豊姫神社 （久留米市北野町大城）

総社・一宮
『中世諸国一宮制の基礎的研究』に基づく一宮以下の一覧。
- 総社：味水御井神社 （久留米市御井朝妻、北緯33度18分40.72秒 東経130度32分55.96秒 / 北緯33.3113111度 東経130.5488778度）
- 一宮：高良大社 （久留米市御井町、北緯33度18分5.83秒 東経130度33分57.28秒 / 北緯33.3016194度 東経130.5659111度）

二宮以下はない。

### 安国寺利生塔
- 安国寺 - 福岡県久留米市山川神代。
- 利生塔 - 今は廃寺の淨土寺（福岡県大川市酒見）内に設置。

### 筑後十五城
大友氏幕下にあった15の国人領主家。

## 地域

### 郡
10郡（延喜式）
- 御原郡（みはらぐん）
- 生葉郡（いくはぐん）
- 竹野郡（たけのぐん）
- 山本郡（やまもとぐん）
- 御井郡（みいぐん）
- 三瀦郡（三潴郡）（みづまぐん）
- 陽咩/八女郡（やめぐん）・・・延喜式までに上妻郡と下妻郡に分割。
- 上妻郡（かふづまぐん）
- 下妻郡（しもつまぐん）
- 山門郡（やまとぐん）
- 三毛郡（三池郡）（みけぐん）

### 江戸時代の藩
- 柳河藩、田中家（32.5万石 無嗣断絶）→立花家（10.9万石）
- 三池藩、立花家（1万石）
- 久留米藩、有馬家（21万石）
- 松崎藩（久留米藩支藩、1万石）

## 人物

### 国司

#### 筑後守
平安時代末期から鎌倉時代初期にかけては筑前守および筑後守を同様に扱われた。
- 713年 - ? - 道首名（※初代筑後権守）
- 886年 - ? - 高丘宿禰五常（※筑後介）
- 970年前後 - 平維将（※筑前肥後守）
- 972年 - 975年? - 平惟仲（※筑後権守）
- 975年 - 977年? - 平親信（※筑後権守）
- ? - ? 平範季
- 1000年? - ? - 藤原広業（※筑後権守）
- 1017年? - 1019年? - 高階成章（※筑後権守）
- 1159年前後 - ? - 平家貞 父は平範季。
- 1160年? - ? - 平貞能 父は平家貞。
- ? - 1180年前後? - 波多野遠義（※筑後権守）
- 1180年前後? - ? - 橘遠茂（※筑後権守） - 平家家人
- 1186年 - ? - 藤原俊兼（※筑後権守）
- 1191年前後? - ? - 源仲頼 - 若宮社歌合に参加
- 1274年前後? - ? 草野教員（※筑後権守）
- 1274年前後? - ? 大友頼泰（※筑後権守）
- 1350年代? - ? - 阿蘇惟澄（※筑後権守）
- ? - ? - 蒲池治久（※筑後守）

### 守護

#### 鎌倉幕府
- 1206年 - 1213年 - 大友能直
- 1241年 - 1272年 - 北条時章
- 1272年 - 1277年 - 大友頼泰
- 1277年 - 1281年 - 北条宗政
- 1286年 - 1288年 - 少弐盛経
- 1295年 - ? - 宇都宮通房
- 1305年 - 1315年 - 宇都宮頼房
- ? - 1333年 - 北条氏

#### 室町幕府
- 1333年 - 1349年 - 宇都宮冬綱
- 1349年 - 詫磨宗直
- 1363年 - 1364年 - 大友氏時
- 1364年 - 大友氏継
- 1375年 - 島津氏久
- 1375年 - 1391年 - 今川貞世
- 1391年 - ? - 大友親世
- 1401年 - 1426年 - 大友親著
- ? - 1446年 - 菊池持朝
- 1446年 - 1466年 - 菊池為邦
- 1466年 - 1469年 - 菊池重朝
- 1469年 - 1482年 - 大友親繁（寛正年間に既に半国守護であったとする説もある[4]）
- 1482年 - 1484年 - 大友政親
- 1484年 - 大友親豊（義右）
- 1499年 - 大友親治
- 1501年 - 1516年 - 大友義親（義長）

### 戦国時代

#### 戦国大名
- 蒲池氏：大友氏の下で柳川城を本城とし、筑後筆頭大名と言われた。大友氏没落後、龍造寺隆信に敗れ、大名としては滅亡。その他の国衆は、筑後十五城を参照。
- 大友氏：豊後を本拠とし、筑後守護も兼ねる。筑後においては龍造寺氏との戦いに敗れ衰退。
- 龍造寺隆信：本拠は肥前。1581年蒲池氏を滅ぼしたが、隆信は1584年に沖田畷の戦いで戦死、肥前に後退した。

#### 豊臣政権の領主
- 小早川隆景・秀秋：筑前・筑後・肥前1郡37万1300石（名島城）、1587年 - 1600年（関ヶ原の戦い後、備前岡山藩51万石に移封）
- 小早川秀包：久留米13万石、1587年 - 1600年（関ヶ原の戦いの後、改易）
- 立花宗茂：柳河13万2千石、1587年 - 1600年（関ヶ原の戦いの後、改易）
- 筑紫広門：山下1万8千石、1587年 - 1600年（関ヶ原の戦いの後、改易）

### 武家官位としての筑後守

#### 江戸時代以前
- 酒井信政
- 土肥遠平
- 有馬重則
- 池田信正
- 池田長正
- 下間頼照
- 山田辰業
- 小早川秀包

#### 江戸時代
- 下総高岡藩井上家
  - 井上政重：初代藩主
  - 井上政清：2代藩主
  - 井上政蔽：3代藩主
  - 井上政鄰：4代藩主　
  - 井上正国：6代藩主
  - 井上正瀧：8代藩主
  - 井上正域：9代藩主
  - 井上正和：19代藩主
- その他
  - 有馬頼永：筑後久留米藩主
  - 有馬頼旨：久留米藩主
  - 大村純尹：肥前大村藩主
  - 黒田直養：上総久留里藩主
  - 竹腰友正：美濃今尾藩主
  - 田中吉政：筑後柳川藩主
  - 田中忠政：柳川藩主
  - 堀直温：越後椎谷藩第10代藩主
  - 松平定郷：伊予今治藩主
  - 新井白石：幕臣・学者
  - 水野忠徳：旗本、幕末3傑

## 筑後国の合戦
- 527年 - 528年 : 磐井の乱。ヤマト王権（物部麁鹿火） x 筑紫君磐井
- 1359年 : 筑後川の戦い。南朝方（菊池武光等4万） x 北朝方（少弐頼尚等6万）。日本三大合戦の一つ。